# Skräppsjön
Skräppsjön är en sjö i Hylte kommun i Halland och ingår i Fylleåns huvudavrinningsområde.